# Kanazawa

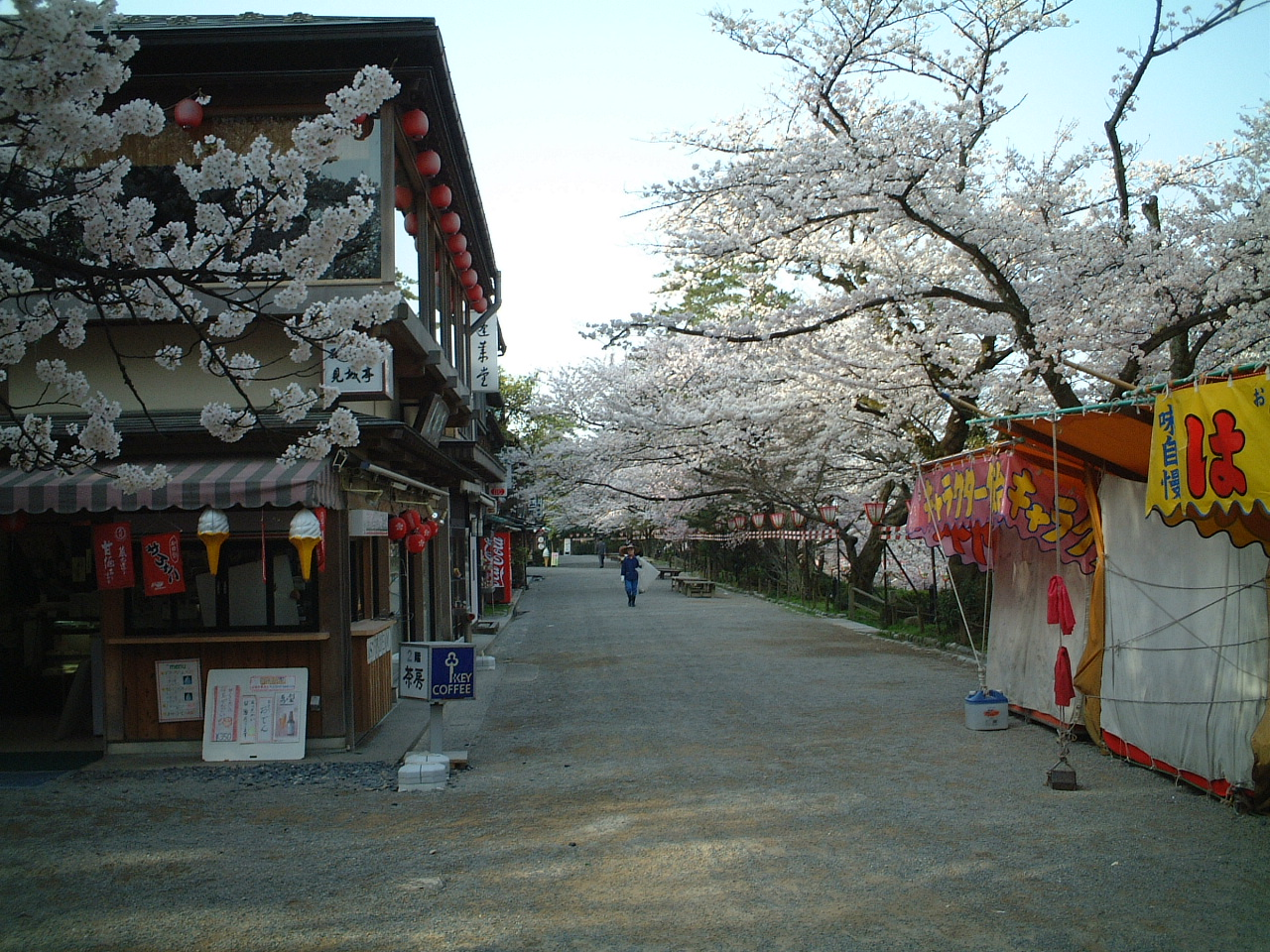
Kanazawa - Kersenbloesems in de Kenroku-en tuin.

Kanazawa (Japans: 金沢市, Kanazawa-shi) is de hoofdstad van de prefectuur Ishikawa in Japan. De oppervlakte van de stad is 467,77 km² en eind 2008 had de stad bijna 457.000 inwoners.
Kanazawa ligt aan de Japanse zee en tussen de rivieren Sai en Asano.

## Geschiedenis
In de 15e eeuw was het centrale gezag verzwakt en in de toenmalige provincie Kaga werd in 1488 de macht overgenomen door de volgers van de priester Rennyo van de Jodo Shinshu-stroming. Deze volgers werden de Ikkō-sekte, de "vastberadenen", genoemd. De Ikkō-boeren regeerden bijna een eeuw lang het "Boerenkoninkrijk".
In 1580 veroverde Oda Nobunaga de natuurlijke fortificatie, Kanazawa Gobo, die door rugdekking van hoge heuvels en rivieren aan beide zijden goed te verdedigen was. In 1583 veroverde Toyotomi Hideyoshi, terzijde gestaan door Maeda Toshiie, Kanazawa en Maeda werd daimyō van de provincie Kaga (naast het schiereiland Noto waarover hij al heerste). Samen was dit het grootste toenmalige leengebied.
De waarde van een gebied werd in die tijd afgemeten aan de rijstproductie. De opbrengst van het gebied van de Maeda-clan was een miljoen koku (1 koku is ca. 280 liter). Hyakumangoku (1 miljoen koku) werd synoniem met de rijkdom van de Maeda's en de stad Kanazawa.
In de 300 jaar onder de Maeda's waren er weinig oorlogen en natuurrampen. Wel waren er een aantal grote branden, zoals die van 14 april 1631 die begon bij de brug over de Sai en ook het kasteel verwoestte. Desondanks konden zij aandacht besteden aan cultuur, literatuur, de Japanse theeceremonie (茶道, chadō), theater (No-spel|No) en tuinkunst. Gedurende deze culturele bloeiperiode werd Kanazawa Sho-Kyōto (Klein-Kioto) genoemd.
Aan het einde van het Tokugawa-shogunaat werd het han-systeem van leengebieden afgeschaft. Op 1 april 1889 werd Kanazawa een stad (shi) en de hoofdstad van de nieuwe prefectuur Ishikawa.
Uitbreidingen van de stad:
- Op 1 januari 1924, 1 april en 10 april 1925 steeds met één dorp.
- Op 16 december 1935 met één gemeente en vijf dorpen.
- Op 1 april 1936 met drie dorpen.
- Op 1 oktober 1943 met één dorp en twee maanden later met één gemeente en nog twee dorpen.
- Op 3 mei 1947 en 1 juni 1949 met steeds één dorp.
- Op 1 juli 1954 met de dorpen Uchikawa (内川村, Uchikawa-mura), Saigawa (犀川村, Saigawa-mura), Neuka (額村, Nuka-mura), Yasuhara (安原村, Yasuhara-mura) en Yuwakudana (湯涌谷村, Yuwakudana-mura).
- Op 1 januari 1956 met het dorp Oshino (押野村, Oshino-mura).
- Op 5 april 1957 met het dorp Asakawa (浅川村, Asakawa-mura).
- Op 1 juni 1962 met de gemeente Morimoto (森本町, Morimoto-machi).

In de jaren daarna is de gemeentegrens nog hier en daar aangepast, echter zonder dat er sprake was van samenvoeging.
Sinds 1 april 1996 heeft Kanazawa de status van kernstad (中核市, chūkaku-shi).

## Bezienswaardigheden
Doordat de stad tijdens de Tweede Wereldoorlog niet is gebombardeerd, zijn er nog vrij veel oude gebouwen en dergelijke bewaard gebleven:
- Kenrokutuin (兼六園 kenroku-en), een oude privétuin ontwikkeld van 1620 tot 1840 door de Maeda-clan.
- Kasteel van Kanazawa (金沢城, Kanazawa-jō), voor het eerst gebouwd in 1583, diverse malen verwoest en herbouwd. Na de brand van 1881 rest de Ishikawa-poort uit 1788 en twee kleinere gebouwen.
- Ninja-dera, deze tempel heeft niets met ninja's te maken en heeft zijn naam te danken aan de verborgen deuren en geheime doorgangen.
- 21st Century Museum of Contemporary Art, museum voor moderne kunst dat werd geopend in 2004 en dat anno 2024 een collectie van bijna 4.200 stukken bezit.[1]
- Historische gebouwen in het Higashi Geisha District, het koopmansdistrict en Nagamachi.
- De belangrijkste festivals zijn het Hyakumangoku Matsuri (tweede weekeinde van juni) en het Asano-gawa Enyukai.

De belasting die op huizen werd geheven, was evenredig met de breedte van de gevel. Als gevolg hiervan werden diepe, smalle huizen populair. In de koopmanswijk stonden de huizen (winkels) direct aan de straat. De tweede verdieping werd vooral voor opslag gebruikt, zeker in het deel boven de winkel. Een lange gang loopt van de voorkant tot helemaal achter in het huis met veelal alle kamers aan één kant. Na de winkel volgden enkele binnenruimtes en ten slotte de belangrijkste kamer die grensde aan de binnentuin. Daarachter lag de keuken en ten slotte een met dikke vuurbestendige muren omsloten opslagruimte.
Huizen in deze stijl zijn in het voormalig koopmansdistrict (Owari-cho) van Kanazawa nog te zien.
In Nagamachi zijn nog enkele samurai-huizen te zien. In Kanazawa woonden alle samurai in de stad (elders vaak op een eigen landgoed). De meeste hebben een rechthoekige, bijna vierkante plattegrond, één verdieping en zijn omringd door sier- en groentetuinen. Ook de eigen mannen werden gehuisvest in gebouwen grenzend aan het hoofdhuis. De aarden muur rond het gebied, waarvan de totale oppervlakte werd bepaald door rang en stand, werd beschermd door dakpannen.

## Verkeer
Kanazawa ligt aan de Hokuriku-hoofdlijn van de West Japan Railway Company en aan de Ishikawa-lijn en de Asanogawa-lijn van de Hokuriku Spoorwegmaatschappij.
Kanazawa ligt aan de Hokuriku-autosnelweg, de Noetsu-autosnelweg en aan de autowegen 8, 157, 159, 249, 304, 305 en 359.

## Economie
De belangrijkste takken van industrie in Kanazawa zijn de machinebouw en de textielindustrie. Daarnaast is het toerisme economisch significant.
De ambachten waardoor Kanazawa bekend is, zijn de verwerking van bladgoud (Kanazawa Haku), pottenbakkerij Kutani-yaki, Ohi-Yaki), het beschilderen van zijde (Kaga-Yuzen) en de productie van lakwaren (Kanazawa Shikki, Wajima-nuri).
In Kanazawa zijn vier private en twee openbare universiteiten.

## Stedenbanden
Kanazawa heeft een stedenband met
- Buffalo, Verenigde Staten van Amerika (sinds 18 december 1962)
- Porto Alegre, Brazilië (sinds 20 maart 1967)
- Irkoetsk, Rusland (sinds 20 maart 1967)
- Gent, België (sinds 4 oktober 1971); in de haven van Gent is er een Kanazawastraat.
- Nancy, Frankrijk (sinds 12 oktober 1973)
- Suzhou, Volksrepubliek China (sinds 13 juni 1981)
- Jeonju, Zuid-Korea (sinds 30 april 2002)

## Aangrenzende steden
- Hakusan
- Nanto
- Oyabe